# Водогазовое воздействие
Водогазовое воздействие (ВГВ) – это метод увеличения нефтеотдачи, при котором в нефтяной пласт нагнетается добываемый на этом же месторождении попутный нефтяной газ, смешанный с водой.
Нагнетание попутного газа в пласт позволяет не только избавить окружающую среду от вредного воздействия в результате сжигания ПНГ на факелах, но и увеличить добычу нефти за счет поддержания высокого пластового давления.
При определенных условиях, при нагнетании газа в нефтяном пласте образуется углеводородная смесь, смешивающаяся как с нефтью, так и с газом – происходит массообмен между нефтью и газом..Это позволяет уменьшить действие капиллярных сил, удерживающих остаточную нефть в пласте. Кроме того уменьшается вязкость нефти. Оба этих фактора способствуют увеличению нефтеотдачи пласта.